# Don't Come Knocking
Don't Come Knocking is een Frans-Duits-Amerikaanse dramafilm uit 2005 onder regie van Wim Wenders.

## Verhaal
Een oudere filmster uit westerns krijgt tijdens de opnamen voor zijn laatste film een visionair moment. Dat ogenblik wordt het begin van een reis vol zelfreflectie.

## Rolverdeling
| Acteur          | Personage         |
| --------------- | ----------------- |
| Sam Shepard     | Howard            |
| Jessica Lange   | Doreen            |
| Tim Roth        | Sutter            |
| Gabriel Mann    | Earl              |
| Sarah Polley    | Sky               |
| Fairuza Balk    | Amber             |
| Eva Marie Saint | Moeder van Howard |
| George Kennedy  | Regisseur         |